# بسم‌الله‌پور
بسم‌الله‌پور (به انگلیسی: Bismillapur) یک منطقهٔ مسکونی در پاکستان است که در پنجاب واقع شده‌است. بسم‌الله‌پور ۱۶۸ متر بالاتر از سطح دریا واقع شده‌است.